# 알렉상드르 3세 다리

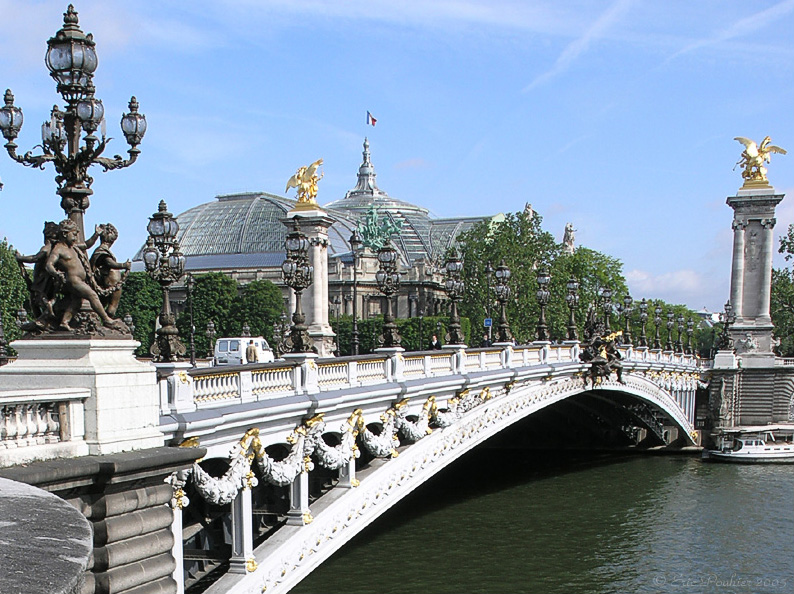
다리의 모습

알렉상드르 3세 다리(프랑스어: Pont Alexandre-III)는 프랑스 파리 센강에 있는 다리로서 파리 전체에서도 가장 아름답고 정교한 다리로 손꼽힌다. 에펠탑 구획과 샹젤리제 구획과도 인접한다.
다리는 1896년~1900년에 지어진 것으로서 당시로는 최신식의 등과 천사 등을 형상화한 조각품으로 이루어져 있다. 다리의 명칭은 프랑스-러시아의 공조를 1892년 성사시킨 러시아의 알렉산드르 3세의 이름을 따서 명명되었다. 다리의 초석을 내린 사람은 그의 아들이었던 니콜라이 2세였다.
다리의 건설은 19세기 기술이 결집된 것으로서 6미터의 높이로 지어져있다. 철제 다리로서 아치 형으로 뻗어 있으며 실은 다리가 샹젤리제와 앵발리드의 경관을 해치지 않도록 건축이 고려된 것이었다.
1900년 프랑스 만국박람회 당시 축하 행사의 일환으로 다리의 완공식이 열렸으며 건축은 르살과 알비라는 기술자가 맡았다고 전한다. 이에 알렉상드르 3세 다리는 프랑스 내에서도 역사적인 기념물로 가치를 인정 받고 있다.

## 위치

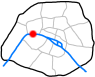
위치 설명